# Gorka Guruzeta
Gorka Guruzeta Rodríguez (San Sebastián, 12 settembre 1996) è un calciatore spagnolo, attaccante dell'Athletic Bilbao.

## Carriera
Cresciuto nel settore giovanile dell'Athletic Bilbao, ha esordito in prima squadra il 27 agosto 2018 disputando l'incontro della Liga pareggiato 2-2 contro l'Huesca.
Trova la sua prima rete con il club basco il 16 gennaio 2019 decidendo l'incontro di Coppa del Re vinto 1-0 in casa del Siviglia, non riuscendo ad evitare l'eliminazione a causa della vittoria per 3-1 da parte degli andalusi nel match di andata.

## Palmarès
- Coppa di Spagna: 1

Athletic Bilbao: 2023-2024